# Carles Rossinyol i Vidal
Carles Rossinyol i Vidal (Sabadell, 1963) és un polític i advocat català que representa Convergència i Unió (CiU) com a regidor a l'Ajuntament de Sabadell. Rossinyol també ocupa diversos càrrecs a la Diputació de Barcelona (incloent-hi la presidència d'Hisenda, Recursos Interns i Noves Tecnologies i la presidència de la Comissió Especial de Comptes).
Rossinyol és llicenciat en Dret per la Universitat Autònoma de Barcelona (UAB) i té un Màster en Dret Comparat. A la segona meitat de la dècada del 1990 exercí l'ensenyament a l'Escola de Pràctica Jurídica de la mateixa UAB. Com a portaveu del grup de CiU, Rossinyol adquirí notorietat per la seva resposta a la imputació de l'alcalde socialista, Manuel Bustos, per un presumpte cas de corrupció urbanística, conegut com a «Cas Mercuri».
El juliol del 2014, fou elegit candidat a l'alcaldia de Sabadell per a les eleccions municipals del 2015. La seva presentació com a alcaldable tingué lloc el 9 de desembre següent al Saló Modernista de l'Antiga Fundació Caixa Sabadell. Rossinyol va assegurar que aspirava a governar amb un punt de vista diferent basat en la transparència i una gestió eficaç de la ciutat. La llista encapçalada per Rossinyol fou la cinquena més votada a les eleccions municipals i va perdre un regidor.

## Obres publicades
- La responsabilidad contable y la gestión de los recursos públicos. Análisis de la doctrina del Tribunal de Cuentas (en castellà).  Madrid: Monografías Civitas, 1994. ISBN 9788447004164.